# École nationale des finances publiques
 (avril 2025).
 (mars 2019).
L’École nationale des finances publiques (ENFiP) est un service à compétence nationale français, rattaché au Directeur Général des Finances publiques. Elle a été créée par l'arrêté du 4 août 2010. Son siège est situé à Noisy-le-Grand en région Île-de-France.
Elle regroupe les moyens, missions et compétences dévolues à la direction générale des Finances publiques (DGFiP), correspondant aux deux anciennes directions générales des impôts et de la comptabilité publique.

## Les missions de l'ENFiP
L’ENFiP conduit des actions de recrutement, de formation professionnelle initiale et de formation professionnelle continue pour la DGFiP, à savoir :
- l’organisation des concours et sélections internes, ainsi que les préparations qui leur sont associées ;
- la formation professionnelle initiale et une partie de la formation continue ;
- les actions menées en faveur de la diversité, notamment par le biais des Classes préparatoires intégrées (CPI) ;
- les missions de production documentaire à vocation pédagogique et, plus largement, la publication des circulaires de la DGFiP ;
- les partenariats avec d’autres écoles du Réseau des Écoles du service Public (RESP) ;
- les actions de coopération internationale, en particulier la formation d’élèves étrangers.

## Les établissements
En plus de son siège qui se situe à Noisy-le-Grand, et de son centre des concours de Lille, l’ENFiP possède des établissements de formation initiale et continue sur l’ensemble du territoire métropolitain, ainsi qu’en Martinique et à la Réunion. Les différents établissements de formation initiale forment aux trois catégories A, B et C selon l’organisation suivante :
|                        | Catégorie A | Catégorie B | Catégorie C |
| ---------------------- | ----------- | ----------- | ----------- |
| Noisy-le-Grand         |             | ✔           | ✔           |
| Noisiel                | ✔           |             | ✔           |
| Nevers                 |             |             | ✔           |
| Clermont-Ferrand       | ✔           | ✔           | ✔           |
| Lyon (Fort Saint-Jean) |             | ✔           | ✔           |
| Toulouse               | ✔           | ✔           | ✔           |

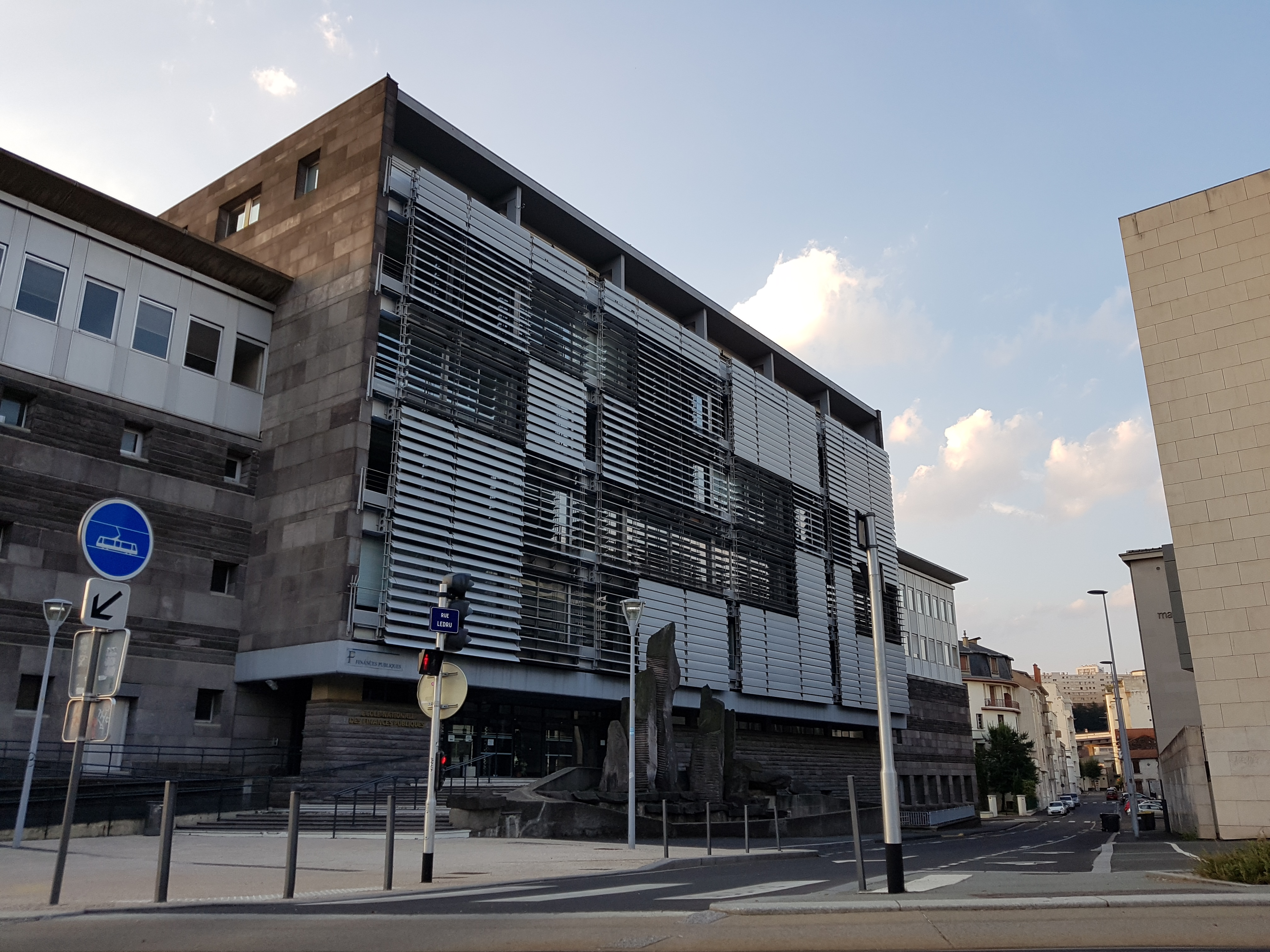
Établissement de Clermont-Ferrand

Précision : Les formations informatiques et foncières se déroulent à Toulouse.

## Les promotions de l'ENFIP
(octobre 2022).
Si vous disposez d'ouvrages ou d'articles de référence ou si vous connaissez des sites web de qualité traitant du thème abordé ici, merci de compléter l'article en donnant les références utiles à sa vérifiabilité et en les liant à la section « Notes et références ».

### Lesinspecteurs des finances publiques
| Année de formation | Nom de promotion   |
| ------------------ | ------------------ |
| 2012 - 2013        | Stéphane Hessel    |
| 2013 - 2014        | Jean Jaurès        |
| 2014 - 2015        | Bernard Maris      |
| 2015 - 2016        | Simone de Beauvoir |
| 2016 - 2017        | Simone Veil        |
| 2017- 2018         | Arnaud Beltrame    |
| 2018 - 2019        | Stephen Hawking    |
| 2019 - 2020        | Raymond Poulidor   |
| 2020 - 2021        | Gisèle Halimi      |
| 2021 - 2022        | Yvette Chassagne   |
| 2022 - 2023        | Ludovic Montuelle  |
| 2023 - 2024        | Joséphine Baker    |
| 2024 - 2025        | Robert Badinter    |

### Lescontrôleurs des finances publiques
| Année de formation | Nom de promotion                    |
| ------------------ | ----------------------------------- |
| 2013 - 2014        | Nelson Mandela                      |
| 2014 - 2015        | Claude Chamboissier dit Framboisier |
| 2015 - 2016        | Olivier Vernadal                    |
| 2016 - 2017        | David Bowie                         |
| 2017 - 2018        | Jean d'Ormesson                     |
| 2018 - 2019        | Simone Veil                         |
| 2019 - 2020        | Jean-Jacques Razafindranazy         |
| 2020 - 2021        | Gisèle Halimi                       |
| 2021 - 2022        | Hubert Germain                      |
| 2022 - 2023        | Ludovic Montuelle                   |
| 2023 - 2024        | Dominique Bernard                   |
| 2024 - 2025        | Michel Blanc                        |

## Les concours
L’école nationale des Finances publiques organise les concours pour intégrer la direction générale des Finances publiques. Tous les concours sont gratuits.

### Le concours de catégorie C
Le concours de catégorie C d'agent administratif des finances publiques est accessible aux ressortissants de l’Union Européenne titulaires du brevet des collèges ou d’un diplôme équivalent.
Ce concours est commun à trois directions des ministères économiques et financiers : la Direction Générale des Finances Publiques (DGFiP), la Direction générale des douanes et droits indirects (DGDDI), et la Direction générale de la concurrence, de la consommation et de la répression des fraudes (DGCCRF).
Le concours d’agent d’administration principal des finances publiques de 2e classe se déroule en trois phases :
- Une épreuve de pré-admissibilité comprenant un QCM destiné à vérifier les connaissances de base en matière d’orthographe, de vocabulaire et de grammaire, de connaissances générales et de calcul, ainsi que les capacités de raisonnement du candidat.
- Une épreuve écrite d’admissibilité consistant en la résolution de cas pratiques.
- Une épreuve orale d’admission permettant d’apprécier la motivation du candidat.

### Les concours de catégorie B
Les concours de catégorie B sont accessibles aux ressortissants de l’Union Européenne titulaires du baccalauréat ou d’un diplôme équivalent.

#### Contrôleur des Finances Publiques de2eclasse
Le concours de contrôleur généraliste se déroule en trois phases :
- Une première phase de pré-admissibilité comprenant un QCM de connaissances générales, français, mathématiques et raisonnement logique.
- Une seconde phase d’admissibilité comprenant 3 épreuves écrites :
  1. La réponse à des questions et/ou cas pratique à partir d’un dossier composé de documents à caractère économique et financier
  2. Une épreuve écrite au choix : mathématiques ; économie ; droit ; comptabilité privée
  3. Une épreuve facultative de traduction en anglais, allemand, espagnol ou italien.
- Une dernière phase d’admission avec une épreuve orale de motivation.

#### Contrôleur des Finances Publiques Programmeur
Le concours de contrôleur programmeur se déroule en deux phases :
- Une première phase d’admissibilité comprenant la réponse à des questions et/ou cas pratique à partir d’un dossier composé de documents à caractère économique et financier, une épreuve écrite d’établissement de l’algorithme (sous forme d’ordinogramme) correspondant à la solution d’un problème simple et écriture des séquences de programme demandées correspondantes ; et une épreuve facultative de version anglaise à partir d’un texte issu d’une revue ou d’une documentation informatique.
- Une seconde phase d’admission avec une épreuve orale de motivation et une épreuve d’exposé oral d’informatique.

#### Technicien géomètre du corps des géomètres-cadastreurs des Finances Publiques
Le concours de contrôleur géomètre se déroule en deux phases :
- Une première phase d’admissibilité comprenant la réponse à des questions et/ou cas pratique à partir d’un dossier composé de documents à caractère économique et financier et une épreuve écrite au choix de résolution d’un ou plusieurs problèmes ou exercices de mathématiques ou de topographie & systèmes d’information géographique.
- Une seconde phase d’admission avec une épreuve orale de motivation.

### Les concours de catégorie A
Les concours de catégorie A sont accessibles aux ressortissants de l’Union Européenne titulaires d’une licence ou d’un autre titre ou diplôme classé au moins au niveau II, ou d’une qualification reconnue comme équivalente à l’un de ces titres ou diplômes dans les conditions fixées par le décret no 2007-196 du 13 février 2007.

#### Inspecteur des Finances Publiques
Le concours d’Inspecteur Généraliste se déroule en deux phases :
- Une première phase d’admissibilité comprenant 2 épreuves écrites :

Épreuve écrite no 1 : la rédaction d’une note de synthèse à partir d’un dossier relatif aux questions économiques et financières
Épreuve écrite no 2 au choix du candidat lors de l’inscription : droit constitutionnel et administratif ; institutions, droit et politiques communautaires ; droit civil et procédures civiles ; droit des affaires ; analyse économique ; économétrie et statistique ; mathématiques, gestion comptable et analyse financière ; finances et gestion publiques.
- Une seconde phase d’admission comprenant un oral de motivation, un oral d’exposé sur un sujet parmi deux tirés au sort sur une option de l’épreuve écrite d’admissibilité no 2, et une épreuve de traduction écrite dans l’une des langues suivantes : allemand, anglais, espagnol ou italien.

#### Inspecteur des Finances Publiques Programmeur de Système d’Exploitation (PSE)
Le concours d’Inspecteur PSE se déroule en deux phases :
- Une première phase d’admissibilité comprenant 2 épreuves écrites : la rédaction d’une note de synthèse à partir d’un dossier relatif aux questions économiques et financières, et une épreuve écrite de Technologie des systèmes d’information.
- Une seconde phase d’admission comprenant un oral de motivation, un oral d’exposé sur l’informatique et une épreuve écrite de version anglaise à partir d’un texte issu d’une revue ou d’une documentation informatique.

#### Inspecteur des Finances Publiques Analyste
Le concours d’Inspecteur Analyste se déroule en deux phases :
- Une première phase d’admissibilité comprenant 2 épreuves écrites : la rédaction d’une note de synthèse à partir d’un dossier relatif aux questions économiques et financières, et une étude de cas d’informatique de gestion.
- Une seconde phase d’admission comprenant un oral de motivation, un oral d’exposé sur l’informatique et une épreuve écrite de version anglaise à partir d’un texte issu d’une revue ou d’une documentation informatique.

### Déroulement des inscriptions
Les inscriptions aux concours s’effectuent en ligne.

### Calendrier des concours
Le calendrier est publié sur le site.

## Les classes préparatoires intégrées (CPI)
Les classes préparatoires intégrées préparent les personnes qui souhaitent passer les concours généralistes A (inspecteurs des finances publiques) et B (contrôleurs des finances publiques) de la DGFiP,. Ces classes sont ouvertes sur critères sociaux (étudiants boursiers, demandeurs d’emploi, lycéens de zone d’éducation prioritaire) et sont complètement gratuites.
Les établissements de l’ENFiP qui proposent des classes préparatoires pour préparer le concours d’inspecteur (A) sont ceux de Noisiel et Clermont-Ferrand. Le concours de contrôleur (B) est préparé dans les établissements de Nevers, Noisy-le-Grand et Clermont-Ferrand.
La mise en place de ces classes s’inscrit dans la politique générale menée en faveur de la diversité, qui est une des priorités de la politique de ressources humaines des ministères économiques et financiers et constitue l’un des engagements de la charte pour la promotion de l’égalité dans la fonction publique signée en 2008 par les ministres chargés de la fonction publique.
Les préparants ne sont pas rémunérés. Toutefois, ils peuvent bénéficier sous certaines conditions (assiduité aux séances et participation effective au concours préparé par l’établissement), de l’allocation diversité, prévue dans le cadre de l’opération « parrainage fonction publique ». Ils ont également accès aux services scolaires (bibliothèque, restaurant administratif) ainsi qu’à internet.

## La formation à l'ENFIP
Une fois le concours réussi, les lauréats intègrent l’un des 5 établissements de formation initiale de l’ENFiP pour y suivre une formation rémunérée en tant que stagiaires. Des méthodes pédagogiques interactives (classe inversée, e-formation, MOOC) et l’approche par compétences[Quoi ?] sont utilisées.

### La formation des inspecteurs
Selon le décret n° 2018-662 du 26 juillet 2018, 
La formation des inspecteurs se déroule en deux temps sur une durée totale de 12 mois.
Elle comporte une première partie théorique en établissement de formation avec une formation sur un socle commun de compétences de 4 mois se déroulant de septembre à mi-décembre, puis une formation au premier métier de 4 mois également de mi-décembre à avril.
Les stagiaires suivent ensuite une formation pratique probatoire de 4 mois dans leur service d’affectation de mai à août.

### La formation des contrôleurs
En vertu de l'arrêté du 2 août 2012
La formation des contrôleurs se déroule en trois temps sur une durée de 12 mois.
Elle comporte une formation de carrière se déroulant en établissement d’octobre à mi-décembre, ensuite, les stagiaires suivent une formation sur une dominante métier (fiscalité des particuliers , fiscalité des professionnels , gestion publique) en établissement de mi-décembre à fin mars et enfin un stage d’application dans les services de la DGFiP de 6 mois de avril à septembre.
L'enseignement théorique délivré aux contrôleurs stagiaires par l'École nationale des finances publiques a pour objectifs principaux de :
- leur donner une vision globale de l'ensemble des missions de la DGFiP ;
- leur délivrer une formation de base leur permettant d'acquérir les fondamentaux et les connaissances techniques nécessaires à l'exercice de leurs futurs métiers au sein de la DGFIP.

### La formation des géomètres
La formation des géomètres se déroule en trois temps sur une période de 18 mois (la plus longue).
Elle comporte une formation de carrière se déroulant en établissement de mars à novembre, comprenant un stage de découverte des services de la DGFiP d’une semaine. Ensuite, les stagiaires suivent une formation sur une dominante métier en établissement de décembre à fin avril et enfin un stage d’application dans les services de la DGFiP de 4 mois de mai à fin août.

### La formation des agents
Les agents stagiaires bénéficient d’une formation générale de 11 semaines en établissement puis de formations au premier métier se déroulant au plus près de leur direction d’affectation.
Exemples de formations premiers métiers dispensés:
- Gestion publique locale, collectivités territoriales ;
- Fiscalité des particuliers - Assiette ;
- Fiscalité des particuliers - Recouvrement ;
- Fiscalité des professionnels.

## Les principaux métiers exercés à la Direction Générale des Finances Publiques (DGFiP) par domaine d'activité
La DGFiP regroupe des dizaines de métiers dans divers domaines. En voici une liste non exhaustive.

### Fiscalité
| Métier                                                                                | Grade associé |
| ------------------------------------------------------------------------------------- | ------------- |
| Chargé de la gestion, du recouvrement et du contentieux des impôts des professionnels | A, B, C       |
| Chargé de la gestion et du contentieux des impôts fonciers                            | A, B, C       |
| Chargé de l'évaluation des locaux professionnels                                      | A, B, C       |
| Chargé du plan et de la documentation cadastrale                                      | A, B, C       |
| Expert du recouvrement                                                                | A, B          |
| Huissier                                                                              | A             |
| Technicien du recouvrement forcé                                                      | A, B, C       |
| Chargé de la gestion et du contentieux des impôts des particuliers                    | B, C          |
| Chargé du recouvrement des amendes et des condamnations pécuniaires                   | B, C          |
| Chargé du recouvrement des impôts des particuliers                                    | B, C          |
| Chargé du recouvrement des produits divers                                            | B, C          |
| Chargé de la publicité foncière                                                       | B, C          |
| Chargé de l’enregistrement des données patrimoniales                                  | B, C          |
| Chargé des impôts patrimoniaux                                                        | B, C          |
| Chargé de l’accueil des usagers                                                       | B, C          |
| Rédacteur contentieux                                                                 | A, B          |

### Gestion publique
| Métier                                               | Grade associé |
| ---------------------------------------------------- | ------------- |
| Chargé de la qualité comptable et bancaire de l’État | A, B          |
| Chargé du contrôle ﬁnancier déconcentré              | A, B, C       |
| Technicien des comptes                               | A, B, C       |
| Animateur du secteur public local                    | A, B          |
| Expert/conseil de la ﬁscalité directe locale         | A, B, C       |
| Expert/conseil du secteur public local               | A, B          |
| Chargé de la valorisation du patrimoine de l’État    | A, B, C       |
| Expert/conseil en matière immobilière                | A, B          |
| Gestionnaire des patrimoines privés                  | A, B, C       |
| Chargé de la comptabilité de l’État                  | B, C          |
| Chargé de la dépense de l’État                       | B, C          |
| Chargé de la comptabilité du secteur public local    | B, C          |
| Chargé des dépenses du secteur public local          | B, C          |
| Chargé des recettes du secteur public local          | B, C          |
| Gestionnaire des comptes individuels retraite        | B, C          |
| Gestionnaire du droit à l’information retraite       | B, C          |

### Contrôle
| Métier                                                       | Grade associé |
| ------------------------------------------------------------ | ------------- |
| Analyste du renseignement                                    | A, B          |
| Chargé de la recherche et de la programmation                | A, B          |
| Chargé du contrôle des impôts patrimoniaux                   | A, B          |
| Chargé du contrôle de la contribution à l’audiovisuel public | A, B, C       |
| Chargé du contrôle ﬁscal externe                             | A, B          |
| Chargé du contrôle ﬁscal sur dossier                         | A, B, C       |
| Rédacteur chargé du contrôle ﬁscal                           | A, B          |

### Informatique
| Métier                                        | Grade associé |
| --------------------------------------------- | ------------- |
| Concepteur – Développeur                      | A, B          |
| Urbaniste du système d’information            | A             |
| Responsable sécurité du système d’information | A+, A         |
| Assistant à maîtrise d’ouvrage                | A+, A         |
| Chef de projet maîtrise d’ouvrage/ d’œuvre    | A+, A         |
| Chargé des missions d’assistance              | A, B, C       |

### Métiers du management / pilotage et amélioration de la performance
| Métier               | Grade associé |
| -------------------- | ------------- |
| Manager stratégique  | A+            |
| Manager fonctionnel  | A+, A         |
| Manager opérationnel | A+, A, B      |
| Auditeur             | A+, A         |

### Métiers support
| Métier                                 | Grade associé |
| -------------------------------------- | ------------- |
| Gestionnaire des ressources humaines   | A, B, C       |
| Chargé de la formation professionnelle | A, B          |
| Chargé de communication                | A, B          |
| Documentaliste                         | A, B          |
| Graphiste                              | A, B, C       |

## Rémunérations et perspectives d'évolution
À l’issue de leur formation, les agents administratifs principaux de 2e classe, 2e échelon, titulaire, perçoivent une rémunération annuelle nette de 20 739 € (calculée au 1er janvier 2020, affectation en Île-de-France, hors indemnités liées à des fonctions spécifiques). Ils peuvent accéder a la 1ère classe du grade d'agent administratif principal par tableau d'avancement à partir du 4eme échelon ou passer le concours interne de contrôleur des finances publiques après 4 ans de service public et le concours interne spécial de contrôleur des finances publiques après 7 ans et demi d'ancienneté.
Les contrôleurs débutants perçoivent quant-à-eux une rémunération annuelle nette de 23 116 €  (calculée au 1er janvier 2019, affectation en Île-de-France, hors indemnités liées à des fonctions spécifiques). Ils peuvent ensuite par concours professionnel accéder au grade de contrôleur des finances publiques 1ère classe puis contrôleur principal des finances publiques, ils peuvent aussi par concours interne ou examen professionnel devenir inspecteur des finances publiques.
À l’issue de leur formation initiale, les inspecteurs perçoivent une rémunération nette annuelle de 27 391 €, sur la base des taux en vigueur au 01/01/2019, (rémunération d’un inspecteur titulaire débutant affecté dans le réseau en Île-de-France).
Très vite, les inspecteurs des finances publiques ont la possibilité d’accéder à des fonctions d’encadrement supérieur, d’expertise ou d’audit, par voie de concours ou de sélection (inspecteur principal des finances publiques – catégorie A+), ils peuvent aussi par tableau d'avancement devenir inspecteur divisionnaire de classe normale puis inspecteur divisionnaire   hors classe. Les grades d'inspecteur principal et d'inspecteur divisionnaire permettent aussi de devenir comptable public.
Les inspecteurs principaux et inspecteurs divisionnaires hors classe peuvent ensuite par tableau d'avancement (inspecteur principal) ou examen professionnel(inspecteur divisionnaire hors classe) devenir administrateurs des finances publics adjoints qui permet par sélection d'intégrer le corps d'Administrateur des finances publiques.
Les inspecteurs principaux des finances publiques perçoivent une rémunération nette annuelle de 52 358 €/an (en Île-de-France, hors avantage familiaux, remboursement de frais et autres éléments à caractère individuel.)

## Les partenaires de l'ENFiP
L’ENFiP fait partie du Réseau des Écoles de Service Public (RESP). Composé de 39 écoles, ce réseau a pour objectifs :
- de répondre à un souci commun de ses membres d’améliorer les méthodes pédagogiques à travers l’organisation de sessions de formation ;
- de mutualiser leurs compétences et échanger leurs expériences ;
- de décloisonner la formation post-universitaire de service public ;
- de mieux faire connaître les métiers d’encadrement des trois fonctions publiques (État, territoriale, hospitalière) et de la sécurité sociale préparé dans ses écoles.

L’ENFiP entretient des partenariats privilégiés avec l'Institut de la Gestion Publique et du Développement Économique (IGPDE), le Centre National de la Fonction Publique Territoriale (CNFPT) pour le développement et la mise en place d’actions communes (formations, ressources).
Dans le cadre de la promotion des carrières et des missions de la DGFiP, l'ENFiP a signé des conventions de partenariat avec la conférence nationale des IPAG-CPAG (Instituts et Centres de préparation à l’administration générale), le réseau IAE France (Institut d’administration des entreprises) et certains IEP (Institut d’études politiques).

## Coopération internationale
L’ENFiP réalise des actions de coopération internationale.
Sous le pilotage de la Délégation aux Relations internationales de la DGFiP, l’ENFiP intervient dans trois domaines en matière de coopération internationale :
- l’accueil de délégations étrangères ;
- la participation d’experts de l’ENFiP à des missions à l’étranger ;
- l’accueil dans ses établissements de fonctionnaires étrangers en formation ;
- la formation en fiscalité d’étudiants étrangers dans le cadre du programme international 227 (grade master 2) à l’université de Paris-Dauphine.

Chaque année, une trentaine d’auditeurs étrangers sélectionnés suivent la formation d’inspecteur des Finances publiques.